# استر گارل
استر گارل (به انگلیسی: Esther Garrel) (زاده ۱۸ فوریه ۱۹۹۱) بازیگر فرانسوی است.
از فیلم‌هایی که وی در آنها نقش داشته‌است می‌توان به عاشق برای یک روز و شخص زیبا اشاره کرد. برادر وی لویی گارل و پدربزرگش موریس گارل بازیگران سینما هستند. پدربزرگ مادری او از نژاد یهودی سفاردی بود.